# Cristian Negri
Cristian Negri (Borgo Maggiore, 16 gennaio 1985) è un ex calciatore sammarinese, di ruolo centrocampista.

## Carriera

### Club
Dal 2006 al 2014 gioca per il Folgore/Falciano. Dal 2014 al 2019 gioca per i Cosmos.

### Nazionale
Con la maglia del San Marino ha giocato nella Nazionale B e in quella maggiore durante la qualificazione all'europeo del 2008.